# 梨泰院
梨泰院（韓語：이태원）是位於韓國首爾特別市龍山區南山南麓的一個商圈，在行政上隸屬於梨泰院洞，是首尔市的一個國際观光地，以多元異國文化著称。

## 歷史
此地名称由来有多种说法，一种说法是来源于一家名为「梨泰院」的驿院，因朝鲜孝宗时代此地多梨树，故取此名。另一种说法是万历朝鲜之役时此地为日军驻扎地，日本军人与当地人生下混血儿，故此地称为“异胎院”。 后为避讳不雅称呼而改为现名，然而，1454年編纂的《朝鮮王朝實錄》內〈世宗實錄〉漢文原文已使用「利泰院」和「利太院」記載該地名。
梨泰院自高丽时代便为交通中心，朝鲜时代，梨泰院是汉阳（今首尔）连接岭南地方的出发点，其交通要道功能更加突出。由于万历朝鲜之役前后，归化的外国人多定居于此，加上20世纪后日军、驻韩美军在附近建立龙山基地，又毗邻各国使馆区，梨泰院逐渐发展为异国情调浓厚的国际化商业区，外国餐厅、酒吧、俱乐部林立。1970年代，首爾中央清真寺在梨泰院落成，為全韓國穆斯林每日進行膜拜的地方，也是韓國第一座清真寺。1997年，梨泰院被认定为首尔市第一个观光特区。每年萬聖節期間，都会吸引众多本地和外国游客來此慶祝。
另外，梨泰院區亦是漢江以北最著名的豪宅區，不少韩国财阀都住在此處，三星集團第二任会长李健熙的寓所就位於梨泰院，他的寓所更是全韓國房價最高的房子。
梨泰院當地一度有許多售賣假冒產品的商店和攤販，不過後來這些商店逐步消失。

## 有关影视作品
- 韩国电影《梨泰院杀人事件》（2009年）
- JTBC金土連續劇《梨泰院Class》（2020年）

## 事故
2022年10月29日，在梨泰院舉行的萬聖節活動發生踩踏事故，事故造成至少159人死亡、196人受傷，成為韓國迄今最嚴重的踩踏事故。

## 圖片

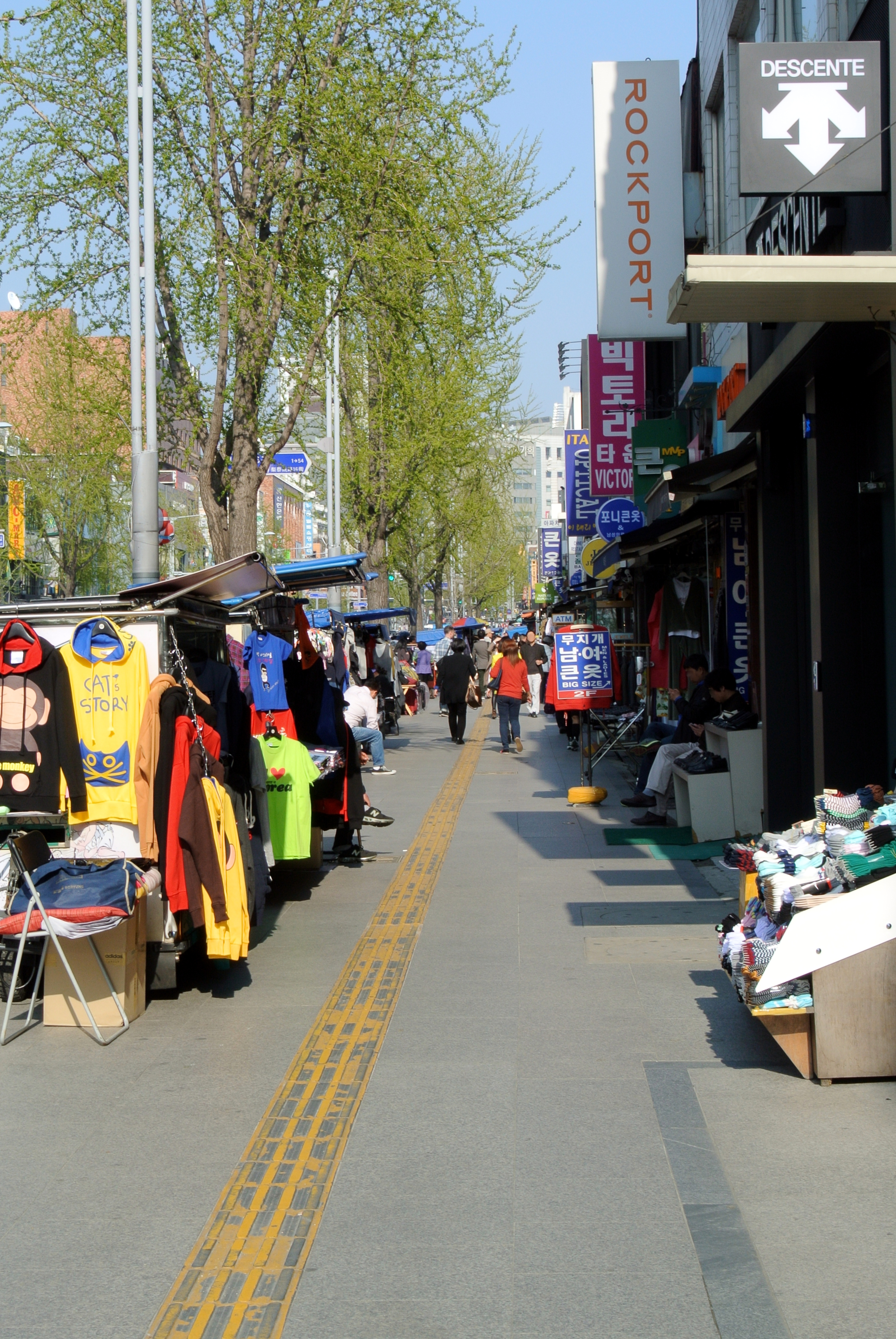
梨泰院街路
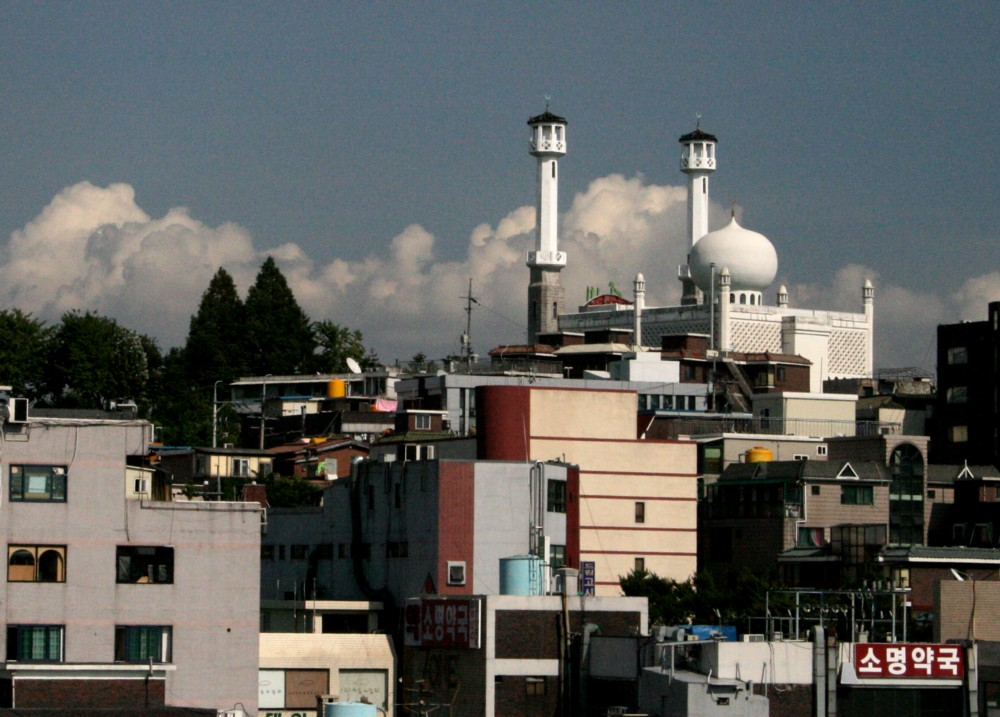
位於梨泰院的首爾中央清真寺

## 交通
●首尔地铁6号线：梨泰院站

## 外部連結
- 有關三星集團會長李建熙寓所的介紹（朝鮮日報） （页面存档备份，存于）
- 首尔旅游景点-梨泰院（首尔市官方旅游网站） （页面存档备份，存于）
- 龍山區梨泰院1洞市民服務中心
- 龍山區梨泰院2洞市民服務中心